# Francja na Zimowych Igrzyskach Olimpijskich 1980
Francję na Zimowych Igrzyskach Olimpijskich 1980 reprezentowało 22 zawodników: 16 mężczyzn i sześć kobiet. Był to trzynasty start reprezentacji Francji na zimowych igrzyskach olimpijskich.

## Zdobyte medale
| Medal | Zawodnik      | Dyscyplina            | Konkurencja          | Rezultat    |
| ----- | ------------- | --------------------- | -------------------- | ----------- |
| Brąz  | Perrine Pelen | Narciarstwo alpejskie | Slalom gigant kobiet | 2:42,41 min |

## Skład kadry

### Biathlon
Mężczyźni
| Zawodnik                                                  | Konkurencja         | czas biegu | Kary | Łączny czas | Pozycja |
| --------------------------------------------------------- | ------------------- | ---------- | ---- | ----------- | ------- |
| Yvon Mougel                                               | Bieg na 20 km       | 1:08:33,60 | 3:00 | 1:11:33,60  | 6.      |
| André Geourjon                                            | Bieg na 20 km       | 1:10:53,37 | 2:00 | 1:12:53,37  | 9.      |
| Denis Sandona                                             | Bieg na 20 km       | 1:13:21,01 | 2:00 | 1:15:21,01  | 20.     |
| Christian Poirot                                          | Bieg na 10 km       | 34:38,60   | 1    | 34:38,60    | 13.     |
| Yvon Mougel                                               | Bieg na 10 km       | 36:57,43   | 6    | 36:57,43    | 33.     |
| Yves Blondeau                                             | Bieg na 10 km       | 37:44,87   | 8    | 37:44,87    | 39.     |
| Yvon Mougel Denis Sandona André Geourjon Christian Poirot | Sztafeta 4 × 7,5 km | 1:38:23,36 | 0    | 1:38:23,36  | 5.      |

### Biegi narciarskie
Mężczyźni
| Zawodnik                                                            | Konkurencja        | czas               | Pozycja            |
| ------------------------------------------------------------------- | ------------------ | ------------------ | ------------------ |
| Jean-Paul Pierrat                                                   | Bieg na 15 km      | 43:32,53           | 14.                |
| Paul Fargeix                                                        | Bieg na 15 km      | 44:39,94           | 28.                |
| Gérard Durand-Poudret                                               | Bieg na 15 km      | 45:47,26           | 42.                |
| Dominique Locatelli                                                 | Bieg na 15 km      | 47:06,72           | 45.                |
| Jean-Paul Pierrat                                                   | Bieg na 30 km      | 1:31:43,03         | 19.                |
| Paul Fargeix                                                        | Bieg na 30 km      | 1:35:12,25         | 35.                |
| Philippe Poirot                                                     | Bieg na 30 km      | 1:35:47,39         | 38.                |
| Michel Thierry                                                      | Bieg na 30 km      | 1:38:17,35         | 44.                |
| Jean-Paul Pierrat                                                   | Bieg na 50 km      | 2:34:13,07         | 12.                |
| Michel Thierry                                                      | Bieg na 50 km      | 2:41:38,26         | 31.                |
| Paul Fargeix                                                        | Bieg na 50 km      | 2:45:39,70         | 35.                |
| Philippe Poirot                                                     | Bieg na 50 km      | Nie ukończył biegu | Nie ukończył biegu |
| Paul Fargeix Gérard Durand-Poudret Michel Thierry Jean-Paul Pierrat | Sztafeta 4 × 10 km | 2:08:43,61         | 10.                |

### Łyżwiarstwo figurowe
| Zawodnik               | Konkurencja | Nota  | Pozycja |
| ---------------------- | ----------- | ----- | ------- |
| Jean-Christophe Simond | Soliści     | 175,0 | 7.      |

### Łyżwiarstwo szybkie
Mężczyźni
| Zawodnik        | Konkurencja   | Konkurencja   | Konkurencja    | Konkurencja    | Konkurencja    | Konkurencja    | Konkurencja    | Konkurencja    | Konkurencja      | Konkurencja      |
| Zawodnik        | Bieg na 500 m | Bieg na 500 m | Bieg na 1000 m | Bieg na 1000 m | Bieg na 1500 m | Bieg na 1500 m | Bieg na 5000 m | Bieg na 5000 m | Bieg na 10 000 m | Bieg na 10 000 m |
| Zawodnik        | Czas          | Miejsce       | Czas           | Miejsce        | Czas           | Miejsce        | Czas           | Miejsce        | Czas             | Miejsce          |
| --------------- | ------------- | ------------- | -------------- | -------------- | -------------- | -------------- | -------------- | -------------- | ---------------- | ---------------- |
| Emmanuel Michon | 39,47         | 21.           | 1:19,43        | 18.            |                |                |                |                |                  |                  |

### Narciarstwo alpejskie
Mężczyźni
| Zawodnik        | Konkurencja | Konkurencja | Konkurencja       | Konkurencja       | Konkurencja   | Konkurencja   | Konkurencja       | Konkurencja       | Konkurencja      | Konkurencja      |
| Zawodnik        | Zjazd       | Zjazd       | Slalom gigant     | Slalom gigant     | Slalom gigant | Slalom gigant | Slalom specjalny  | Slalom specjalny  | Slalom specjalny | Slalom specjalny |
| Zawodnik        | Czas        | Pozycja     | Czas 1. przejazdu | Czas 2. przejazdu | Czas łączny   | Pozycje       | Czas 1. przejazdu | Czas 2. przejazdu | Czas łączny      | Pozycja          |
| --------------- | ----------- | ----------- | ----------------- | ----------------- | ------------- | ------------- | ----------------- | ----------------- | ---------------- | ---------------- |
| Philippe Pugnat | 1:50,13     | 25.         |                   |                   |               |               |                   |                   |                  |                  |

Kobiety
| Zawodniczka          | Konkurencja         | Konkurencja         | Konkurencja       | Konkurencja                  | Konkurencja                  | Konkurencja                  | Konkurencja                  | Konkurencja                  | Konkurencja                  | Konkurencja                  |
| Zawodniczka          | Zjazd               | Zjazd               | Slalom gigant     | Slalom gigant                | Slalom gigant                | Slalom gigant                | Slalom specjalny             | Slalom specjalny             | Slalom specjalny             | Slalom specjalny             |
| Zawodniczka          | Czas                | Pozycja             | Czas 1. przejazdu | Czas 2. przejazdu            | Czas łączny                  | Pozycja                      | Czas 1. przejazdu            | Czas 2. przejazdu            | Czas łączny                  | Pozycja                      |
| -------------------- | ------------------- | ------------------- | ----------------- | ---------------------------- | ---------------------------- | ---------------------------- | ---------------------------- | ---------------------------- | ---------------------------- | ---------------------------- |
| Marie-Luce Waldmeier | 1:41,05             | 16.                 |                   |                              |                              |                              |                              |                              |                              |                              |
| Caroline Attia       | Nie ukończyła biegu | Nie ukończyła biegu |                   |                              |                              |                              |                              |                              |                              |                              |
| Perrine Pelen        |                     |                     | 1:15,45           | 1:26,96                      | 2:42,41                      | brąz                         | 43,46                        | Nie ukończyła 2-go przejazdu | Nie ukończyła 2-go przejazdu | Nie ukończyła 2-go przejazdu |
| Fabienne Serrat      |                     |                     | 1:15,43           | 1:26,99                      | 2:42,42                      | 4.                           | 44,40                        | Nie ukończyła 2-go przejazdu | Nie ukończyła 2-go przejazdu | Nie ukończyła 2-go przejazdu |
| Anne-Flore Rey       |                     |                     | 1:20,03           | 1:31,38                      | 2:51,41                      | 25.                          | Nie ukończyła 1-go przejazdu | Nie ukończyła 1-go przejazdu | Nie ukończyła 1-go przejazdu | Nie ukończyła 1-go przejazdu |
| Marina Laurencon     |                     |                     | 1:18,49           | Nie ukończyła 2-go przejazdu | Nie ukończyła 2-go przejazdu | Nie ukończyła 2-go przejazdu | Nie ukończyła 1-go przejazdu | Nie ukończyła 1-go przejazdu | Nie ukończyła 1-go przejazdu | Nie ukończyła 1-go przejazdu |

### Skoki narciarskie
Mężczyźni
| Konkurencja            | Skoczek          | Skok 1    | Skok 1 | Skok 2    | Skok 2 | Nota  | Pozycja |
| Konkurencja            | Skoczek          | odległość | Nota   | odległość | Nota   | Nota  | Pozycja |
| ---------------------- | ---------------- | --------- | ------ | --------- | ------ | ----- | ------- |
| Skocznia normalna K-70 | Bernard Moullier | 79,0      | 108,1  | 77,0      | 102,4  | 210,5 | 24.     |
| Skocznia normalna K-70 | Gérard Colin     | 69,5      | 87,9   | 77,0      | 105,9  | 193,8 | 35.     |
| Skocznia duża K-90     | Bernard Moullier | 92,0      | 92,5   | 94,0      | 95,8   | 188,3 | 37.     |
| Skocznia duża K-90     | Gérard Colin     | 89,0      | 86,8   | 91,5      | 93,8   | 180,6 | 42.     |